# Chiesa dei Santi Costantino e Elena
La chiesa dei Santi Costantino e Elena (in turco Sveti Konstantin-Elena Kilisesi, in bulgaro Св. св. Константин и Елена?) è una delle due chiese ortodosse bulgare di Edirne, in Turchia. 

## Storia e descrizione
La chiesa fu costruita in soli sei mesi nel 1869 dalla minoranza bulgara residente in città. Dopo la riconquista ottomana di Edirne, avvenuta durante la seconda guerra balcanica del 1913, e la conseguente espulsione dei Bulgari dalla Tracia, la chiesa fu chiusa e progressivamente cade in declino. 
Nel 2006 fu firmato un accordo tra le autorità turche e quelle bulgare per il restauro e il recupero dell'edificio. Due anni dopo la chiesa è stata restaurata grazie ad un finanziamento congiunto dei governi di Ankara e Sofia. Alla cerimonia di consacrazione hanno preso parte il primate della Chiesa bulgara Neofito, il primo ministro bulgaro Sergej Stanišev ed il ministro turco per il turismo Gunay Ertuğrul.
Presso l'ingresso orientale è posizionata una lapide a ricordo dei soldati russi caduti nel corso della guerra russo-turca del 1877-78. Lo spazio interno della chiesa è suddiviso in tre navate. Sono custodite un'iconostasi, contributo del governo bulgaro, e una serie di icone e pitture sacre.